# Cimera del Castell i el Lleó

La Cimera del Castell i el Lleó o Cimera Reial de Castella.

La Cimera del Castell i el Lleó, també denominada Cimera Reial de Castella, va ser la que van utilitzar els últims monarques castellans i els espanyols.
Aquesta cimera, composta, va consistir en un castell o fortalesa amb la figura de mig lleó apuntant-se en la seva part superior. Aquestes dues figures van ser extretes dels mobles de l'escut d'armes d'aquests reis.
Durant els regnats dels monarques castellans i dels espanyols pertanyents a la Casa d'Àustria, el lleó es trobava coronat amb una corona real antiga, oberta.
El primer monarca a utilitzar aquesta cimera va ser Joan II de Castella, el seu ús es troba documentat en les monedes de deu i vint dobles castellanes, encunyades a la ciutat de Sevilla. Com ha exposat l'historiador José María de Francisco Olmos en el seu estudi sobre la moneda castellana baixmedieval, en l'anvers d'aquestes monedes es troba representat un escut amb la Divisa de la Banda, un emblema molt utilitzat per aquest monarca, situat en un escut, timbrat amb l'esmentada cimera.
En el mateix estudi, aquest autor recorda que la Cimera del Castell i el Lleó també es troba representada en una imatge de Joan II de Castella, de tipus eqüestre, recollida en l'Armorial de l'orde del Toisó d'Or, custodiat a la Biblioteca de l'Arsenal de París.
L'historiador Faustino Menéndez Pidal ha assenyalat que, amb anterioritat, els monarques castellans havien utilitzat una altra cimera, consistent en la figura de mig griu daurat. Aquesta antiga cimera, que es mostra en l'Armorial de Gelre (Foli 60v), va ser utilitzada per Enric II, Joan I i Enric III de Castella.
| Armes castellanes amb la cimera primitiva     | Les armes castellanes amb la Cimera del Castell i el Lleó  | Albira de la banda |
| Les armes castellanes amb la cimera primitiva | Les armes castellanes amb la Cimera del Castell i el Lleó. | Albira de la banda Durant el regnat de Joan II de Castella la cimera solia representar-se sobre un escut amb la Divisa de la banda |

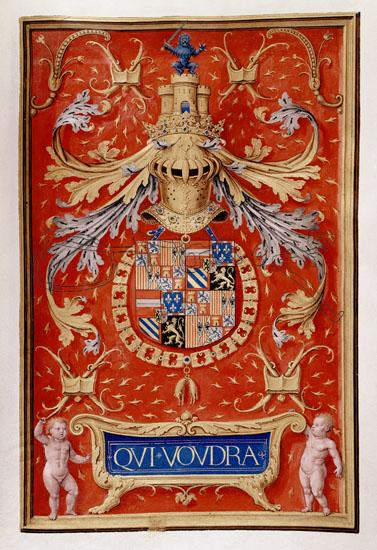
Il·lustració de Simon Bening amb l'escut Felip el Bell, adornat amb la Cimera Castell i el Lleó.

Després del regnat dels Reis Catòlics, hi ha constància de l'ús d'aquesta cimera per part de Felip el Bell en algunes versions ornamentades de l'escut d'armes que va adoptar com a rei juri uxoris de Castella. Podem trobar dos exemples destacats en el seu segell i en el llibre sobre l'orde del Toisó d'Or, il·lustrat per Simon Bening. Les armeries de Felip van ser recollides en aquesta obra donada la seva condició de sobirà-gran mestrat de l'ordre.
Els monarques espanyols de la Casa d'Àustria també van mantenir aquesta cimera en els seus escuts més ornamentats. Al començament del segle xvi la figura del lleó va començar a portar una espasa (en la seva destra) i un orbe (en la seva sinistra). En el cas de Felip II i Felip III, la cimera castellana es trobava flanquejada per altres dues, consistents en les figures de sengles dracs, que havien pertangut als monarques portuguesos i aragonesos. En els escuts d'aquests dos reis, estava situada en el lloc preferent, en la part central del timbre, perquè les armes castellanes es trobaven col·locades en la primera caserna del blasó pròpiament dit. Un d'aquests escuts pot observar-se sobre les estàtues orants que representen a la família Felip II, obra de Pompeo Leoni, que estan situades a l'interior de la Basílica de l'Escorial ( Madrid).

Pel mateix motiu, la preferència atorgada a les armes castellanes, els monarques espanyols de la Casa de Borbó únicament van mantenir la cimera castellana en la versió més ornamentada del seu escut d'armes (tant en la variant adoptada per Felip V com en la del seu fill Carles III). 

Les armes de Felip II i Felip III amb les cimeres reials de Portugal, Castella i Aragó.

En aquests escuts d'armes, la corona del lleó va ser substituïda per una altra tancada amb vuit diademes, cinc a la vista, com ocorria amb la utilitzada en la versió comuna de l'escut d'armes i es va introduir una cinta amb la inscripció Santiago, al·ludint a l'apòstol Jaume el Major, com a patró d'Espanya. En aquesta època, va ser habitual considerar la cimera de Castella com la cimera reial del conjunt d'Espanya, així ho van exposar alguns autors com Joseph d'Avilés i Iturbide, I marquès d'Avilés, en la seva obra Ciència heroyca. No obstant això, des del segle xviii, les armeries més ornamentades van ser utilitzades de forma molt puntual i mai van arribar a ser considerades oficials, per la qual cosa la Cimera del Castell i el Lleó pràcticament va caure en desús.
Des de 1975, amb la restauració de la monarquia en la persona de Joan Carles I, no existeix a Espanya cap versió de les armes reials amb tinents, consigna, elm i cimera.
A diferència del que succeeix amb la cimera dels antics monarques aragonesos, la Cimera del Castell i el Lleó no ha estat adoptada per l'heràldica cívica de cap entitat territorial que pertanyés a la desapareguda Corona de Castella. Fins a l'any 2011 la Força Logística Operativa de l'Exèrcit Espanyol la va mantenir com a moble heràldic, situant-la dins del seu escut d'armes.
| Les armes reals d'Espanya amb la Cimera Reial de Castella (1761-1868 / 1874-1931)  |
| Les armes reals d'Espanya amb la Cimera Reial de Castella (1761-1868 / 1874-1931). |